# Michaela Heider
Michaela Heider (6 agosto 1995) è un'ex sciatrice alpina e sciatrice freestyle austriaca.

## Biografia
Michaela Heider, originaria di Knittelfeld, iniziò la sua carriera agonistica gareggiando nello ski cross, specialità nella quale vinse la medaglia d'oro nella gara femminile ai I Giochi olimpici giovanili invernali di Innsbruck 2012. Passata allo sci alpino, in Coppa Europa ha esordito il 13 gennaio 2014 a Innerkrems in slalom gigante (56ª) e ha colto la prima vittoria, nonché primo podio, il 10 dicembre 2015 a Kvitfjell in supergigante; in Coppa del Mondo ha debuttato il 7 febbraio 2016 a Garmisch-Partenkirchen in supergigante (38ª) e ha conquistato il miglior risultato il 26 gennaio 2020 a Bansko nella medesima specialità (14ª).
Nella stagione 2022-2023 in Coppa Europa, dopo aver tra l'altro ottenuto il suo ultimo podio nel circuito vincendo il supergigante di Narvik del 18 marzo, ha vinto la classifica di supergigante ed è stata 2ª in quella generale; ha preso per l'ultima volta il via in Coppa del Mondo il 3 marzo 2024 a Kvitfjell in supergigante, senza completare la prova, e si è ritirata al termine di quella stessa stagione 2023-2024: la sua ultima gara in carriera è stata il supergigante dei Campionati austriaci 2024, disputato l'11 aprile a Reiteralm. Non ha preso parte a rassegne olimpiche o iridate.

## Palmarès

### Freestyle

#### Giochi olimpici giovanili invernali
- 1 medaglia:
  - 1 oro (ski cross a Innsbruck 2012)

### Sci alpino

#### Coppa del Mondo
- Miglior piazzamento in classifica generale: 76ª nel 2021

#### Coppa Europa
- Miglior piazzamento in classifica generale: 2ª nel 2023
- Vincitrice della classifica di supergigante nel 2023
- 11 podi:
  - 4 vittorie
  - 5 secondi posti
  - 2 terzi posti

#### Coppa Europa - vittorie
| Data             | Località              | Paese    | Specialità |
| ---------------- | --------------------- | -------- | ---------- |
| 10 dicembre 2015 | Lillehammer Kvitfjell | Norvegia | SG         |
| 12 gennaio 2023  | Altenmarkt-Zauchensee | Austria  | SG         |
| 12 marzo 2023    | Narvik                | Norvegia | GS         |
| 18 marzo 2023    | Narvik                | Norvegia | SG         |

Legenda:

SG = supergigante

GS = slalom gigante

#### Campionati austriaci
- 1 medaglia:
  - 1 bronzo (slalom gigante nel 2019)